# Richard Gardner
Richard Alan Gardner (28 de abril de 1931, Bronx – 25 de mayo de 2003, Tenafly) fue un médico psiquiatra estadounidense conocido por haber acuñado el término síndrome de alienación parental (SAP), que ha sido rechazado por la comunidad científica.Gardner ha escrito libros y artículos al respecto y también ha trabajado como testigo experto en casos de custodia legal.
Gardner y su trabajo ha sido criticado como un esfuerzo sesgado para justificar el abuso infantil, y el SAP no ha sido reconocido por la Asociación Estadounidense de Psiquiatría ni por ninguna otra profesión médica o psicológica, pero se ha utilizado en juicios familiares para deslegitimar testimonios de abuso.

## Trayectoria
Graduado por el Centro Médico SUNY Downstate de Nueva York en 1956. Obtuvo su certificación como psicoanalista en 1966 después de formarse en el instituto William Alanson White. Su currículum indica que trabajó como psiquiatra infantil en el hospital del Ejército de Estados Unidos en un hospital de Frankfurt am Main, Alemania, entre 1960 a 1962.Gardner menciona en su currículum que trabajó como profesor en la facultad de medicina de la Universidad de Columbia desde 1963 hasta su muerte en el año 2003, sin embargo, un manifiesto en contra del SAP discute que fue un voluntario no pagado de la Universidad.
En la década de 1980, se interesó en los casos judiciales de lo que él llamaba falsas acusaciones de abuso sexual infantil que él consideraba un producto de una histeria nacional.
Fue fundador de Creative Therapeutics Inc, editorial y distribuidora de materiales basados en sus teorías sobre el SAP, y a través de ella publicó más de 40 libros y 200 artículos. Gran parte de su vida se dedicó a testificar como perito testigo en más de 300 casos de custodia de niños en divorcios conflictivos en los Estados Unidos.

## Alienación parental y controversia

### Uso en litigios
Según Gardner, los niños con síndrome de alienación parental son coaccionados por un progenitor vengativo. Recomendaba al tribunal retirar a los niños de los hogares de los padres alienantes y colocarlos bajo la custodia de los progenitores acusados de abuso. Su teoría provocó una vehemente oposición entre los profesionales de la salud mental.
El SAP nunca fue diagnosticado fuera de un litigio por custodia y continúa siendo rechazado por gran parte de la comunidad científica internacional. Hecho que lo ha convertido en un fuerte rechazado por los profesionales de la justicia en muchos países occidentales, aunque algunos jueces continúan aceptándolo.

### Pedofilia
Sus ideas fueron cuestionadas por algunos profesionales que consideran al SAP (PAS) un invento pseudocientífico para enmascarar el abuso sexual infantil. Además, un grupo de profesionales que trabajan contra el abuso infantil, The Leadership Council, ha acusado a Gardner de expresar simpatía hacia las personas atraídas a menores, e incluso propone en su libro que la pedofilia tiene "fines recreativos". Entre quienes apoyan el trabajo de Gardner se encuentra Ralph Underwager, un controvertido ministro y perito que apareció en una revista propedofilia.Gardner también menciona a Underwager y su esposa Wakefield en agradecimientos como "las personas con más conocimiento de esta área".

### Rechazo internacional
Según la Asociación Mundial de Psiquiatría, la Asociación Médica Americana la Organización Mundial de la Salud —que publica la Clasificación Internacional de Enfermedades (CIE)—, y la Asociación Americana de Psiquiatría —que publica el Manual diagnóstico y estadístico de los trastornos mentales (DSM) — el SAP no constituye una entidad médica ni clínica válida. Aunque Gardner siguió insistiendo su inclusión hasta su muerte. Los más recientes manuales DSM-V (2013) y CIE-11(2018) lo rechazaron de nuevo.
Actualmente, el SAP es un síndrome controvertido y ampliamente criticado.

## Vida personal y muerte
Richard Alan Gardner nació en Nueva York el 28 de abril de 1931. Estuvo casado en dos ocasiones, ambas ocasiones terminaron en divorcio. Tuvo cuatro hijos: Andrew, Nancy, Rubin y Julie Gardner.
Gardner falleció el 25 de mayo de 2003, a los 72 años, en su casa en Tenafly, Nueva Jersey. La causa de su muerte fue suicidio, según informó su hijo Andrew al New York Times. Agregó que su padre padecía síndrome de dolor regional complejo (también llamado distrofia simpática refleja).

## Obras
- Richard A. Gardner, (1985) The boys and girls book about divorce, with an introduction for parents ISBN 0-553-27619-0
- Richard A. Gardner, (1987) The Parental Alienation Syndrome and the Differentiation between Fabricated and Genuine Child Sex Abuse. Creative Therapeutics. ISBN 9780933812178
- Richard A. Gardner, (1987). Sex Abuse Legitimacy Scale (Sal Scale). Creative therapeutics. ISBN 9780933812192
- Richard A. Gardner (1991). Sex Abuse Hysteria: Salem Witch Trials Revisited. Creative Therapeutics. ISBN 9780933812222
- Richard A. Gardner, (1995) Protocols for the Sex-Abuse Evaluation ISBN 0-933812-38-8
- Richard A. Gardner, (1996) Psychotherapy With Sex-Abuse Victims: True, False, and Hysterical ISBN 0-933812-41-8
- Richard A. Gardner, (1997) Doctor Gardner's Modern Fairy Tales ISBN 0-933812-09-4
- Richard A. Gardner, (1998) The Parental Alienation Syndrome ISBN 0-933812-42-6
- Richard A. Gardner, (2001) Sex-Abuse Trauma?: Or Trauma from Other Sources? ISBN 0-933812-47-7